# Чашолисток

Будова квітки

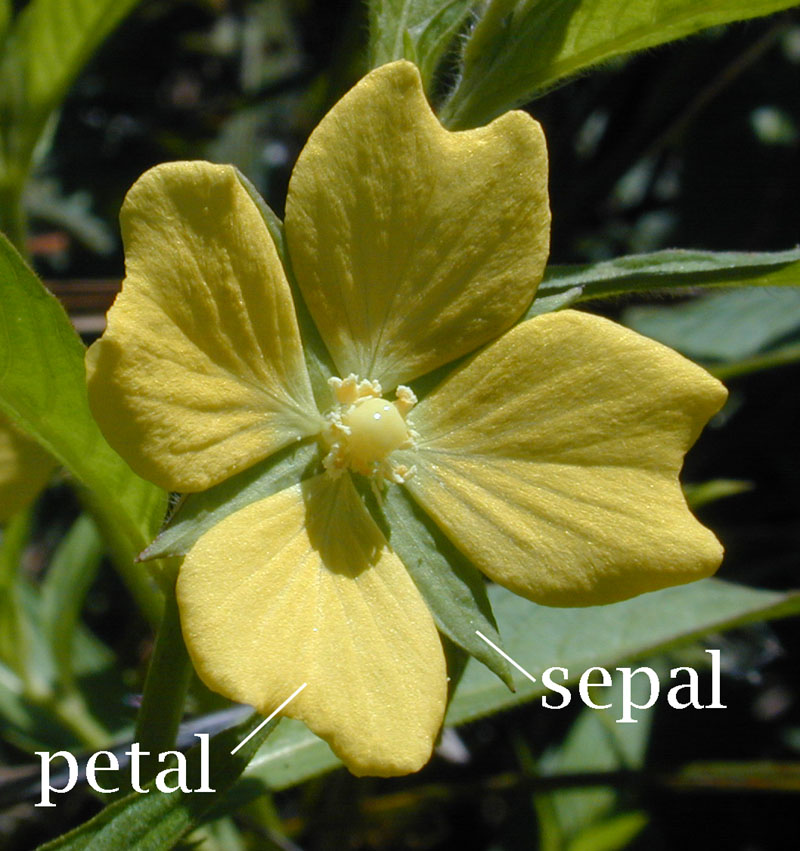
Чотиричленна квітка Ludwigia octovalvis, показані пелюстки та чашолистки:
sepal — чашолисток;
petal — пелюстка

Чашолистки — окрема частина чашечки квітки. Чашечка є зовнішньою частиною оцвітини, складається з безплідних внутрішніх та зовнішніх листочків оцвітини, які зазвичай поділяються на пелюстки та чашолистки. У «звичайній» квітці чашолистки зелені і розташовані під більшими пелюстками. Коли квітка в бутоні, чашолистки стулені і захищають ніжнішу внутрішню частину квітки.
Кількість чашолистків у квітки визначає класифікацію рослини: у дводольних їх зазвичай чотири або п'ять, у однодольних і палеодікотів — три або число, кратне трьом.
Існує певне розмаїття форм чашолистків серед покритонасінних. Зазвичай чашолистки невеликого розміру, у вигляді лусочок, зубчиків або гребінців. У деяких квіток чашолистки з'єднуються біля основи, утворюючи кільце чашечки. Це кільце також може включати пелюстки і місце кріплення тичинок.